# Prodidomus flavipes
Espèce
Prodidomus flavipes est une espèce d'araignées aranéomorphes de la famille des Prodidomidae.

## Distribution
Cette espèce est endémique du KwaZulu-Natal en Afrique du Sud,. Elle se rencontre vers Ingwavuma.

## Description
La femelle syntype mesure 5 mm.
La femelle décrite par Cooke en 1964 mesure 4,3 mm.

## Systématique et taxinomie
Cette espèce a été décrite par Lawrence en 1952.

## Publication originale
- Lawrence, 1952 : « New spiders from the eastern half of South Africa. » Annals of the Natal Museum, vol. 12, no 2, p. 183-226.